# Rue Rosa-Bonheur (Lyon)
Pour les articles homonymes, voir Rue Rosa-Bonheur.
La rue Rosa-Bonheur est une voie située dans le 8e arrondissement de Lyon, dans l'ancienne cité Mermoz Nord.

## Situation et accès
Elle relie la rue Caroline-Aigle à la rue Berthe-Morisot.

## Origine du nom
La rue porte le nom de Rosa Bonheur, une peintre et sculptrice française, spécialisée dans la représentation animalière, née le 16 mars 1822 à Bordeaux et morte le 25 mai 1899 à Thomery.

## Historique
Cette nouvelle rue a été ouverte peu après 2013, dans le cadre des travaux de rénovation de la cité Mermoz nord. Elle a été dénommée par délibération du conseil municipal le 23 septembre 2013.